# Arrondissement di Lisieux
L'arrondissement di Lisieux è un arrondissement dipartimentale della Francia situato nel dipartimento del Calvados, nella regione della Normandia.

## Storia
Fu creato nel 1800 sulla base dei preesistenti distretti. Nel 1926 vi fu integrato l'arrondissement soppresso di Pont-l'Évêque.

## Composizione
L'arrondissement è composto da 204 comuni raggruppati in 13 cantoni:
- cantone di Blangy-le-Château
- cantone di Cambremer
- cantone di Dozulé
- cantone di Honfleur
- cantone di Lisieux-1
- cantone di Lisieux-2
- cantone di Lisieux-3
- cantone di Livarot
- cantone di Mézidon-Canon
- cantone di Orbec
- cantone di Pont-l'Évêque
- cantone di Saint-Pierre-sur-Dives
- cantone di Trouville-sur-Mer